# Suzuki Fronte

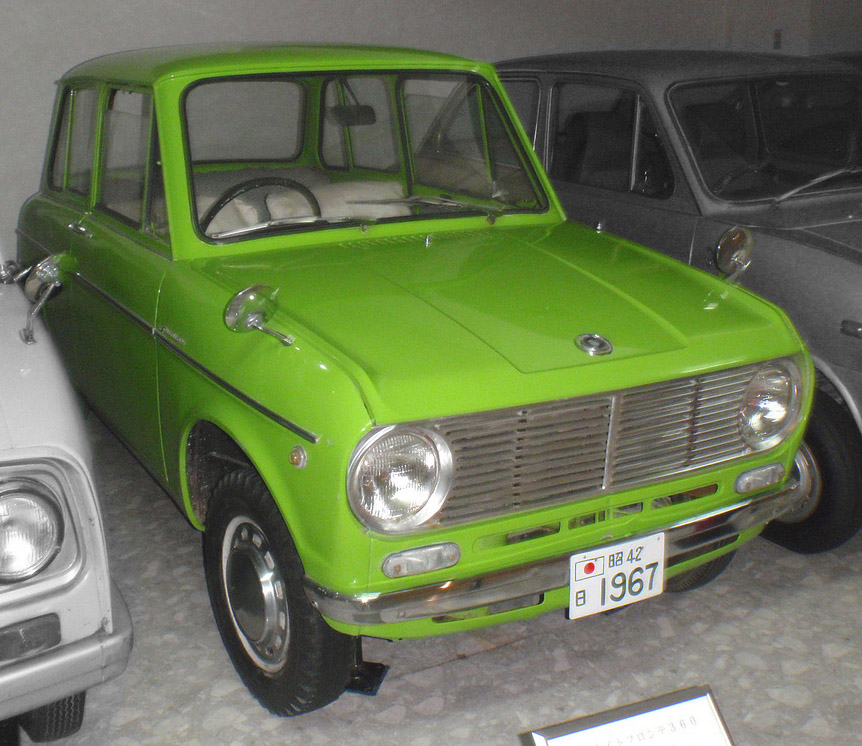
Suzulight Fronte 1962–1967

Der Suzuki Fronte ist ein Kleinwagen der Kei-Car-Klasse von Suzuki. Er war die Stufenheckversion des Suzuki Suzulight TL Van und wurde im März 1962 als Suzuki Suzulight Fronte vorgestellt.
Im ersten Jahr wurden 2.565 Autos gebaut. Ein Jahr später wurde ein neuer Motor mit niedrigerem Kraftstoffverbrauch herausgebracht. Der Suzuki Fronte hatte einen vorn quer eingebauten Zweizylinder-Zweitakt-Motor, der die Vorderräder antrieb. Im Oktober 1965 wurde ein weiter verbesserter Motor eingeführt, mit dem der Ölverbrauch reduziert wurde. Zudem wurde eine größere Version, der Suzuki Fronte 800, eingeführt.
- 1967 folgte der Suzuki Fronte 360 als Nachfolger, mit Heckmotor und Hinterradantrieb.
- 1969 erschienen der Kombi Fronte Van mit Frontmotor und Hinterradantrieb als Ersatz des Suzuki Suzulight. Er nahm bereits Designelemente des Fronte-360-Nachfolgers Suzuki Fronte 71 vorweg.
- Der Sting Ray (Stechrochen) Fronte 71 startete 1970 und war mehr eine Limousine mit angedeutetem Schrägheck.
- Auf Grundlage des Fronte 71 wurde im September 1971 das Fronte Coupé eingeführt, gestaltet von Giugiaro und mit stärkerem Motor. Dieses wurde 1976 durch den Suzuki Cervo abgelöst.
- Im Juli 1973 kam das neue Modell Fronte LC20 als Nachfolger des Sting Ray Fronte.
- Diese wurden im Mai 1976 durch den Fronte 7-S mit 443 cm³ Hubraum ersetzt.
- Im Mai 1979 ersetzte der Suzuki Alto die Baureihe, wurde auf dem Heimatmarkt aber weiter bis 1989 als Fronte vermarktet, fortlaufend mit der Baureihenbezeichnung wie der Alto (Alto SS30/SS40 und Fronte SS30/SS40).

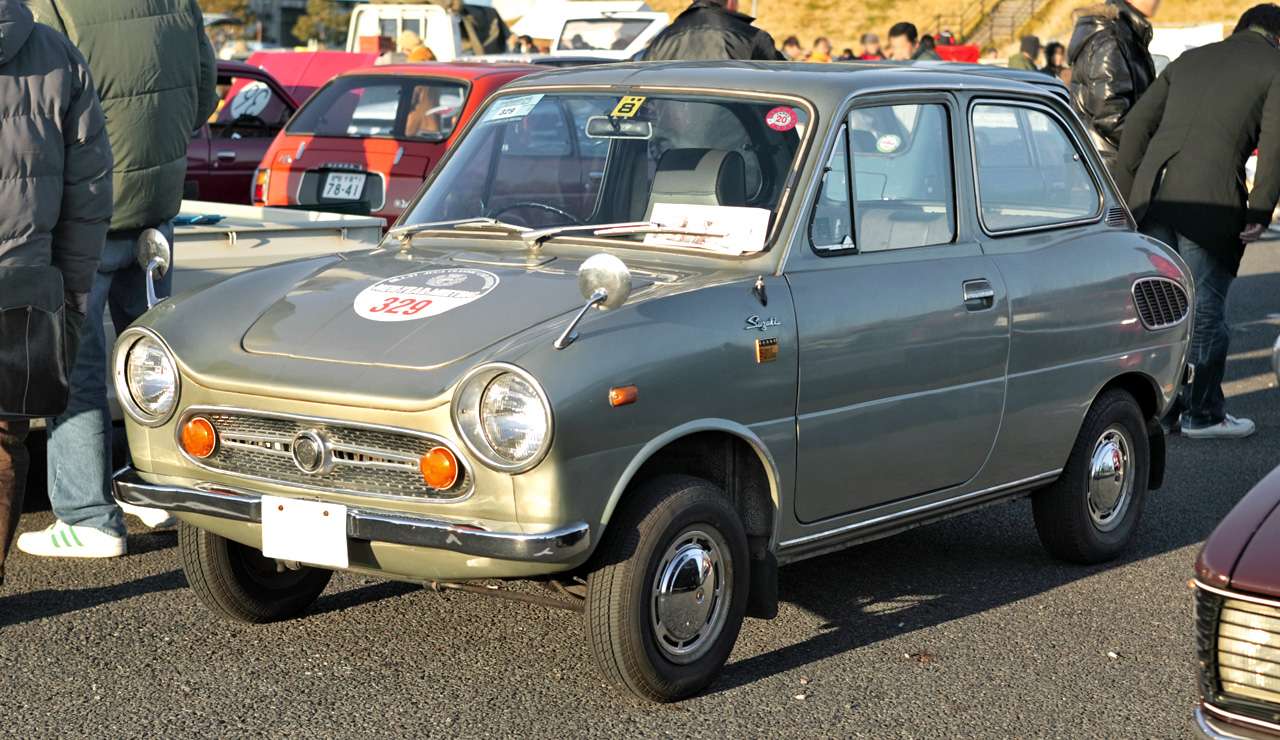
Suzuki Fronte 360
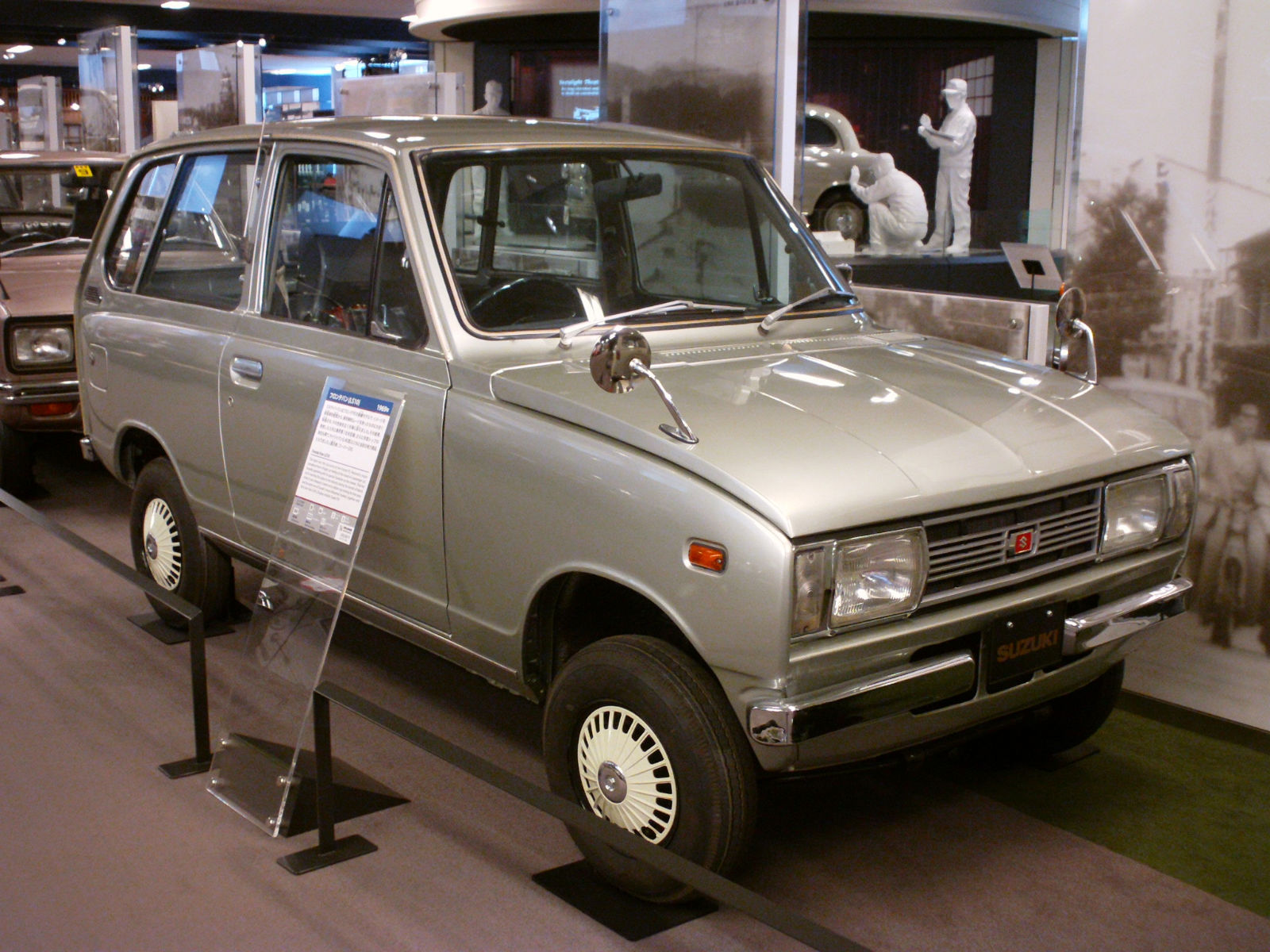
Suzuki Fronte Van 1969
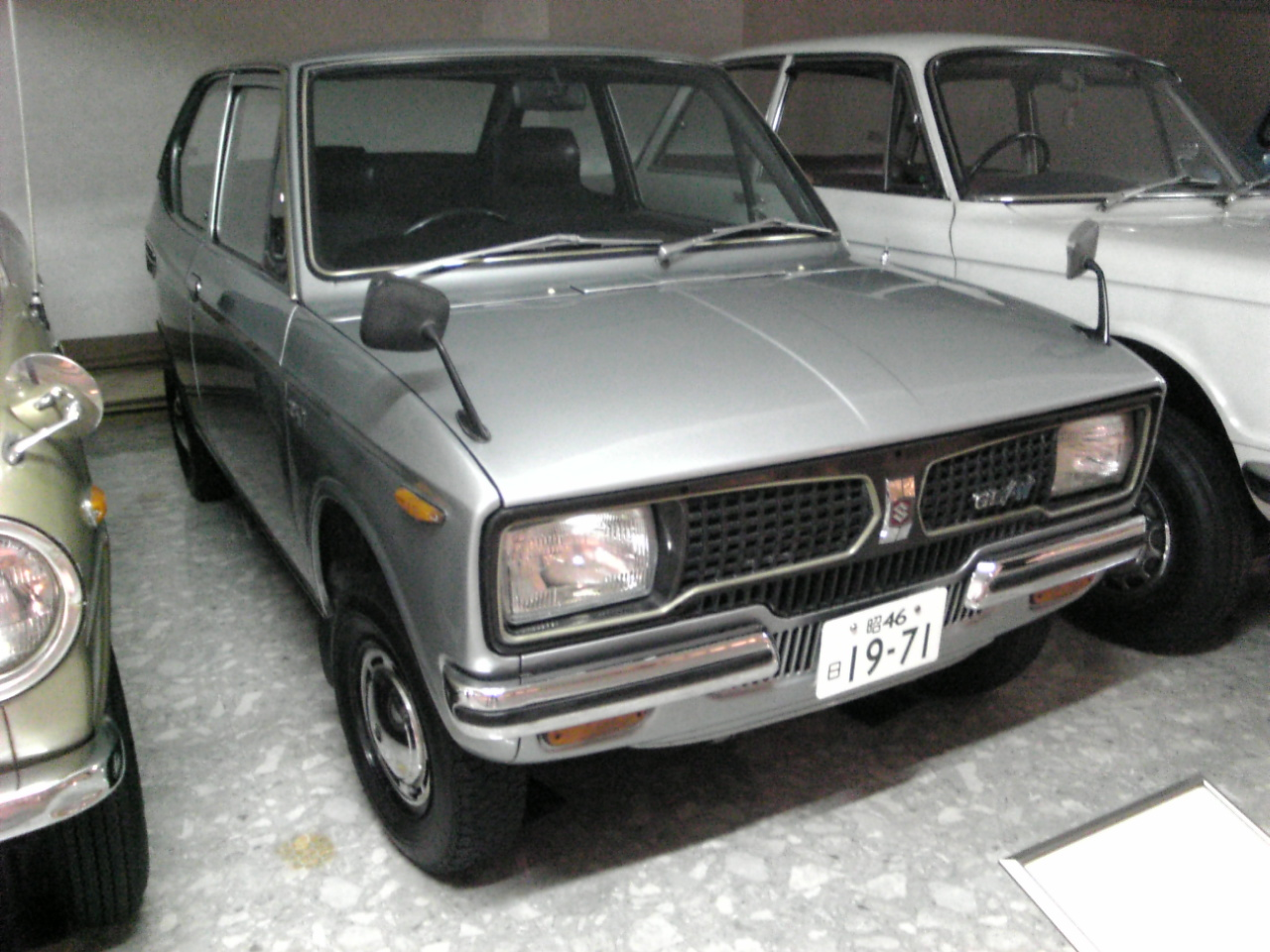
Suzuki Fronte 71
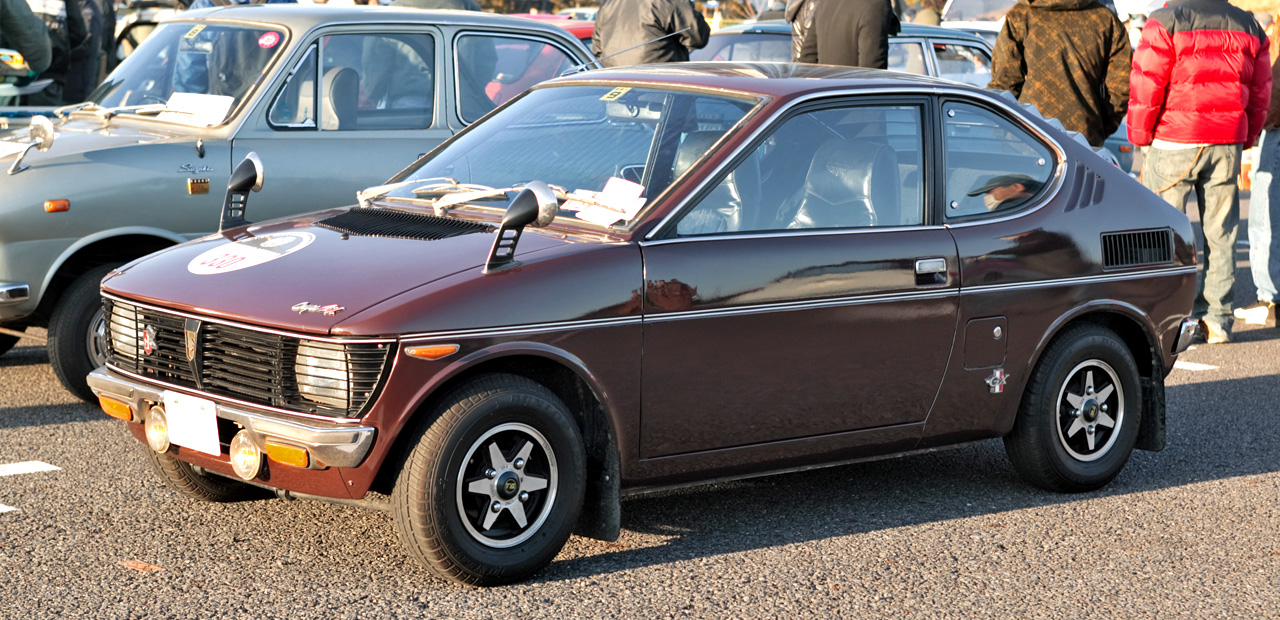
Suzuki Fronte Coupe
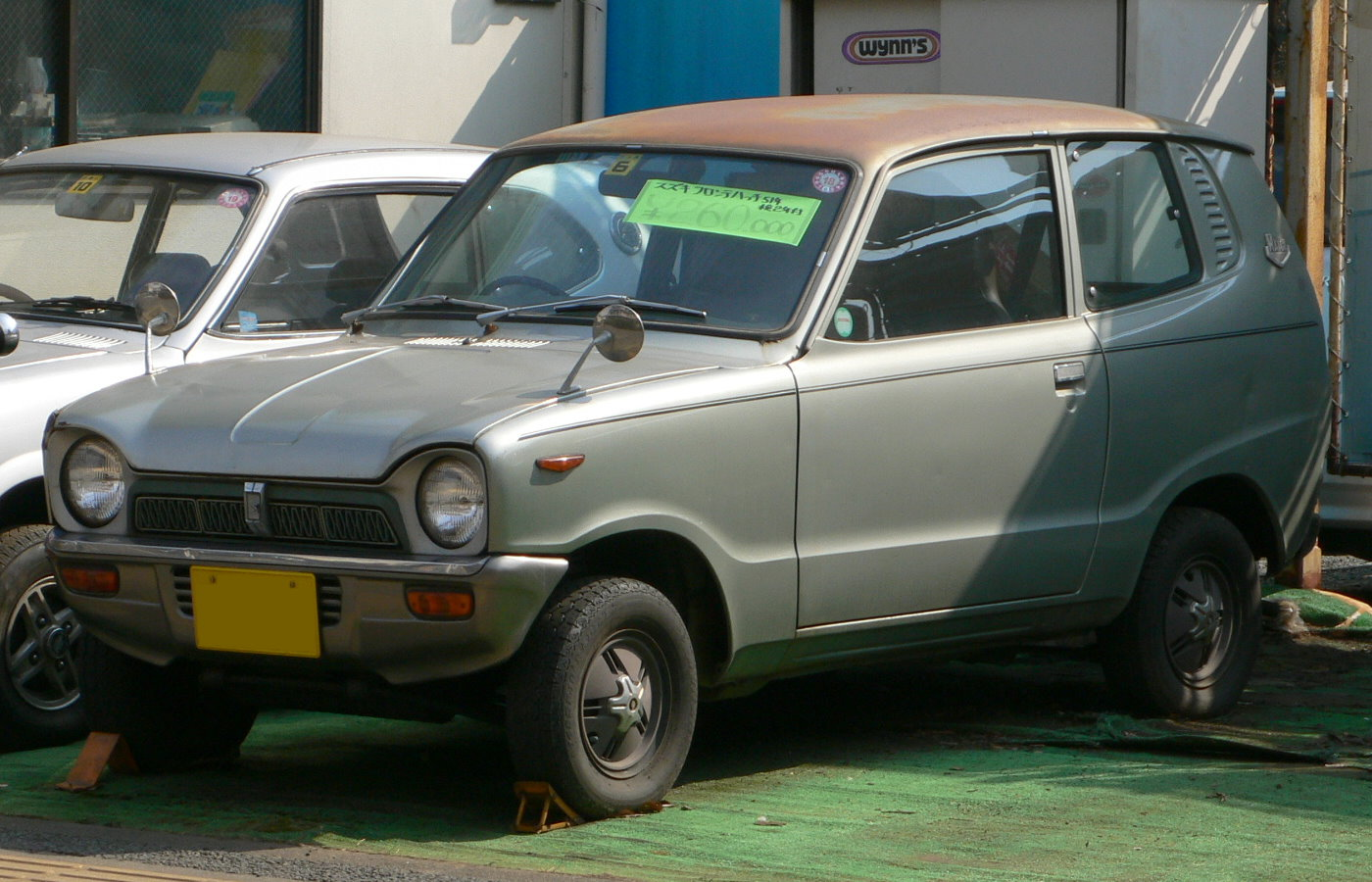
Suzuki Fronte LS30
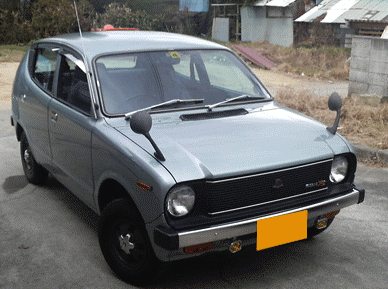
Suzuki Fronte 7-S
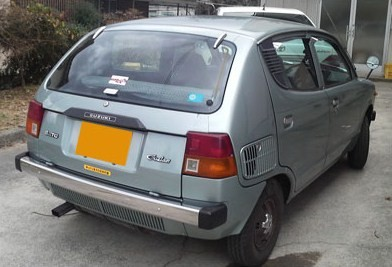
Suzuki Fronte 7-S Heckansicht
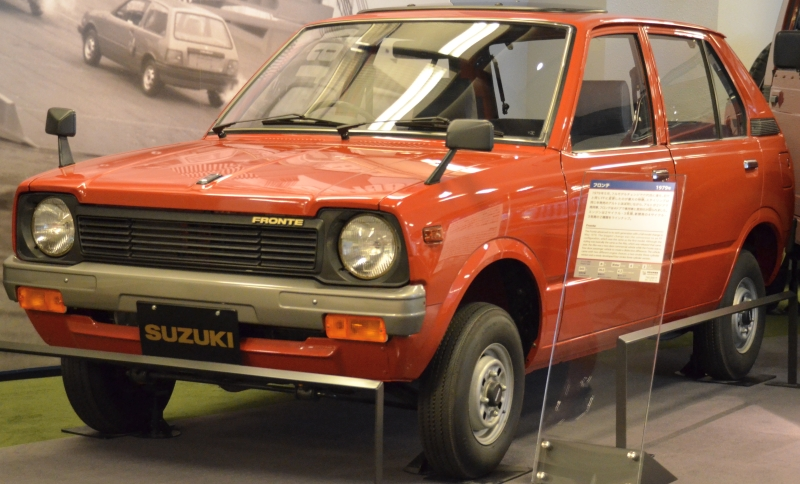
Suzuki Fronte SS30/SS40 baugleich mit 1. Suzuki Alto SS30/SS40